# دندری (آریزونا)
دندری (به انگلیسی: Dandrea) یک منطقهٔ مسکونی در ایالات متحده آمریکا است که در آریزونا واقع شده‌است. دندری ۱٬۷۳۱ متر بالاتر از سطح دریا واقع شده‌است.